# Arthur Rock
Arthur Rock est un homme d'affaires et investisseur américain né le 19 août 1926. Vivant dans la Silicon Valley en Californie, il est connu pour avoir été l'un des premiers investisseurs dans de très grandes entreprises du numérique telles qu'Intel, Apple, Scientific Data Systems et Teledyne.

## Jeunesse et origines
Rock est né et a grandi à Rochester (New York), dans une famille juive,. Il obtient un baccalauréat en administration des affaires de l'Université de Syracuse en 1948 et un MBA de la Harvard Business School en 1951.

## Carrière
Rock commence sa carrière en 1951 en tant qu'analyste de valeurs mobilières à New York, puis rejoint le département de financement d'entreprise de Hayden, Stone & Company à New York, où il se concentre sur la collecte de fonds pour de petites entreprises de haute technologie. 
En 1957, lorsque les « huit traîtres » quittent le Shockley Semiconductor Laboratory, Arthur Rock fut celui qui les aida à trouver un endroit où aller : il convainc Sherman Fairchild de fonder Fairchild Semiconductor.
En 1961, il s'installe en Californie. Avec Thomas J. Davis Jr., il fonde la société de capital-risque Davis & Rock de San Francisco.
La même année, il réussit le plus bel investissement de sa carrière, en fournissant les capitaux de départ à l'un des « huit traîtres », Max Palevsky, qui fonde à Santa Monica, près de Los Angeles, Scientific Data Systems, dont l'action ne cesse de monter à Wall Street et qui est en mai 1969 la cible de l'OPA de Xerox, pour près d'un milliard de dollars, qui lui a permis de multiplier par mille sa mise en huit ans 
En 1968, Robert Noyce, Gordon Moore et un autre employé de Fairchild nommé Andy Grove sont prêts à créer une nouvelle entreprise, Intel. Intel est constituée à Mountain View (Californie), le 18 juillet 1968 par Gordon Moore (connu pour la « loi de Moore »), chimiste, Robert Noyce, physicien et co-inventeur du circuit intégré et Arthur Rock. Il y avait à l'origine 500 000 actions en circulation, dont  Noyce achète 245 000 actions, Moore 245 000 actions et Rock 10 000 actions ; le tout à 1 $ par action. Rock lève 2,5 millions de dollars de débentures convertibles auprès d'un groupe limité d'investisseurs privés en une seule journée. Rock devient le premier président d'Intel.
En 1978, Mike Markkula d'Apple Computer met en contact Steve Jobs et Steve Wozniak avec Rock. Rock achète 640 000 actions d'Apple Computer et devient un des directeurs de l'entreprise.
Les investissements et les conseils personnels de Rock ont contribué au lancement et à la gouvernance d'une liste distinguée d'entreprises, notamment Intel, Apple, Scientific Data Systems, Teledyne, Xerox, Argonaut Insurance, AirTouch, le Nasdaq Stock Market et Echelon Corporation.

## Vie privée
Il est marié à l'avocate Toni Rembe. Avec sa femme, Rock soutient Teach for America. Rock apparait au cinéma, interprété par l'acteur J. K. Simmons dans le drame biographique de 2013 Jobs[réf. nécessaire].